# ACADL
ACADL (англ. Acyl-CoA dehydrogenase, long chain) – білок, який кодується однойменним геном, розташованим у людей на короткому плечі 2-ї хромосоми.  Довжина поліпептидного ланцюга білка становить 430 амінокислот, а молекулярна маса — 47 656.
| 10         |  | 20         |  | 30         |  | 40         |  | 50         |
| ---------- |  | ---------- |  | ---------- |  | ---------- |  | ---------- |
| MAARLLRGSL |  | RVLGGHRAPR |  | QLPAARCSHS |  | GGEERLETPS |  | AKKLTDIGIR |
| RIFSPEHDIF |  | RKSVRKFFQE |  | EVIPHHSEWE |  | KAGEVSREVW |  | EKAGKQGLLG |
| VNIAEHLGGI |  | GGDLYSAAIV |  | WEEQAYSNCS |  | GPGFSIHSGI |  | VMSYITNHGS |
| EEQIKHFIPQ |  | MTAGKCIGAI |  | AMTEPGAGSD |  | LQGIKTNAKK |  | DGSDWILNGS |
| KVFISNGSLS |  | DVVIVVAVTN |  | HEAPSPAHGI |  | SLFLVENGMK |  | GFIKGRKLHK |
| MGLKAQDTAE |  | LFFEDIRLPA |  | SALLGEENKG |  | FYYIMKELPQ |  | ERLLIADVAI |
| SASEFMFEET |  | RNYVKQRKAF |  | GKTVAHLQTV |  | QHKLAELKTH |  | ICVTRAFVDN |
| CLQLHEAKRL |  | DSATACMAKY |  | WASELQNSVA |  | YDCVQLHGGW |  | GYMWEYPIAK |
| AYVDARVQPI |  | YGGTNEIMKE |  | LIAREIVFDK |  |            |  |            |

A: Аланін

C: Цистеїн

D: Аспарагінова кислота

E: Глутамінова кислота

F: Фенілаланін

G: Гліцин

H: Гістидин

I: Ізолейцин

K: Лізин

L: Лейцин

M: Метіонін

N: Аспарагін

P: Пролін

Q: Глутамін

R: Аргінін

S: Серин

T: Треонін

V: Валін

W: Триптофан

Кодований геном білок за функціями належить до оксидоредуктаз, фосфопротеїнів. 
Задіяний у таких біологічних процесах як метаболізм жирних кислот, метаболізм ліпідів, поліморфізм, ацетиляція. 
Білок має сайт для зв'язування з ФАД, флавопротеїном. 
Локалізований у мітохондрії.